# Desaparición de Georgina Gharsallah
Georgina Gharsallah (Brighton, Sussex Oriental; 29 de octubre de 1987) es una mujer inglesa que desapareció después de dejar la casa de su madre, en la localidad de Worthing (zona de Sussex Occidental) el 7 de marzo de 2018, cuando tenía 30 años.

## Trasfondo
Georgina Gharsallah nació en la ciudad de Brighton, en la región de Sussex Oriental, en otoño de 1987. Sus padres eran Andrea y Gassem Gharsallah. Gassem era libio y estudió en la Universidad de Brighton, donde conoció a Andrea, que era inglesa. El matrimonio tuvo cuatro hijas, de las cuales Georgina ("Gina") era la segunda. Poco después de nacer Georgina, la familia se trasladó a Libia, donde vivió hasta 1998. Gharsallah hablaba árabe. Tras regresar al Reino Unido, la familia se instaló en Worthing, donde Andrea encontró trabajo en un convento local cuidando de monjas ancianas. Se distanció de su marido y la pareja se divorció. En 2018, Gassem era director gerente de una pequeña empresa alimentaria con sede en Worthing. Más tarde volvió a casarse. Las cuatro hijas, incluida Georgina, se quedaron con su madre.
Aunque Gharsallah era considerada inteligente y elocuente, de adulta desarrolló un estilo de vida itinerante. Bebía alcohol y fumaba cannabis. Según los informes, sufría problemas de salud mental, como bulimia y ansiedad social. Algunas personas que la conocían la consideraban poco fiable. En el momento de su desaparición estaba desempleada y se había separado recientemente de su pareja. Tenía dos hijos de una pareja anterior. Gharsallah había vuelto a vivir con su madre, aunque seguía viéndose regularmente con su expareja más reciente. A veces se quedaba con amigos en Brighton.

## Desaparición

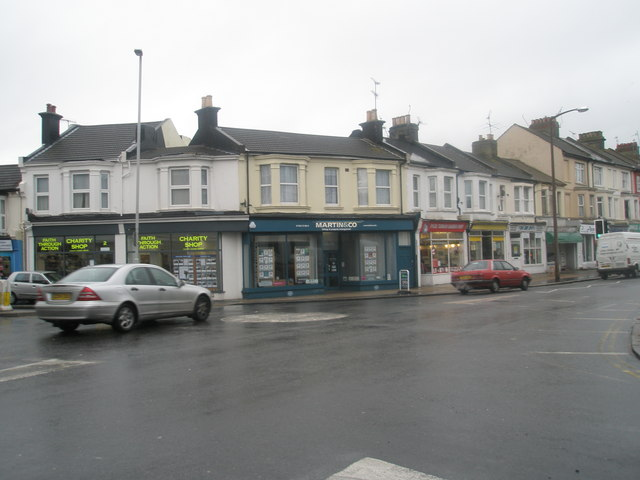
La zona de Clifton Road, en Worthing.

Gharsallah salió de casa de su madre el miércoles 7 de marzo de 2018 en torno a las 9:30 horas. Le dijo a su madre que tenía problemas con su teléfono móvil y que visitaría una tienda de telefonía para pedir ayuda por si debía repararlo. También declaró que visitaría el Jobcentre Plus en el centro de Worthing y que se reuniría con su padre más tarde por la mañana. Pidió y recibió un pequeño préstamo de su madre para pagar los gastos de reparación del teléfono. Las cámaras de seguridad la grabaron sobre las 9:50 horas entrando en la cercana tienda Clifton Food and Wine, en Clifton Road (Worthing).
El gerente de la tienda declaró posteriormente que Gharsallah le había pedido ayuda con su teléfono y que él la había dirigido a una tienda especializada en telefonía móvil. Gharsallah salió de la tienda y esa fue la última vez que se la vio. No acudió al centro de empleo local y no acudió a la cita con su padre. No hay constancia ni recuerdo de que entrara en ninguna de las tiendas de telefonía de Worthing ese día.
El rastreo posterior de su teléfono móvil indicó que se había utilizado por última vez a las 3 de la madrugada de ese día y que había salido de la red poco después de las 11:30 horas mientras seguía conectado a una antena local de Worthing. Las cuentas y tarjetas bancarias de Gharsalla no volvieron a utilizarse.

### Denuncia de desaparición
En un principio, Andrea no se inquietó cuando Gharsallah no volvió a su casa ese mismo día, ya que estaba familiarizada con el estilo de vida de su hija. Supuso que Gharsallah se había ido a casa de unos amigos o que había vuelto con su expareja. Andrea no se alarmó hasta la semana siguiente.
Gharsallah no había quedado con sus dos hijos para pasar el fin de semana, como era habitual. Su expareja le telefoneó para decirle que hacía días que no sabía nada de Gharsallah y que estaba preocupado por ella. Andrea pasó varios días intentando ponerse en contacto con su hija sin éxito. Finalmente se puso en contacto con la policía de Sussex el sábado 17 de marzo de 2018 para denunciar su desaparición.

## Investigación

### Progresos de la investigación
La investigación de la policía de Sussex sobre la desaparición de Gharsallah tardó bastante en iniciarse. Cuando empezaron las pesquisas, se inició registrando los domicilios de Andrea, la madre de Gharsallah, y de sus exparejas, y se iniciaron comprobaciones en su teléfono móvil y sus cuentas bancarias. Se comprobaron las grabaciones de CCTV de las inmediaciones de la casa de Andrea, que revelaron la grabación de Gharsallah en una tienda de Clifton Road. Se hizo un llamamiento público para recabar información. Al cabo de tres semanas, la desaparición se consideró sospechosa y se amplió la investigación. Sin embargo, avanzó poco. Se barajaron varias teorías sobre la desaparición de Gharsallah, entre ellas:
- Que se hubiera marchado voluntariamente para huir de los problemas de su vida. Esto era plausible dados los problemas de su vida. Se sabía que tenía asociaciones en Brighton, Londres y con un círculo árabe más amplio que podría haberla ayudado a escapar. Pero nunca se puso en contacto con amigos o familiares. Dada la cercanía de Gharsallah a sus dos hijos pequeños, esta teoría es improbable.

- Que se hubiera suicidado de forma que su cuerpo no pudiera ser encontrado. Esto era plausible dados algunos aspectos de su historia personal, aunque dicha historia no contenía ninguna sugerencia de intención suicida.

- Que hubiera sido secuestrada y asesinada. Una variante de esta hipótesis es que sufriera un percance y las personas con las que estaba encontraran conveniente ocultar su cuerpo en lugar de informar del asunto. A falta de pruebas que demuestren lo contrario, ésta se considera la explicación más probable de su destino.

La familia de Gharsallah buscó información en las redes sociales. En particular, Andrea creó una página en Facebook que atrajo muchas denuncias de avistamientos, ofrecimientos de información y comentarios. Andrea transmitió gran parte de esta información a la policía, que no la consideró creíble. A menudo, los posibles testigos retiraban o modificaban la información cuando los detectives se ponían en contacto con ellos. Se determinó que algunos de los avistamientos eran casos de confusión de identidad. Dos hombres fueron detenidos brevemente a raíz de una denuncia de este tipo, pero fueron puestos rápidamente en libertad sin cargos. La policía obtuvo imágenes de videovigilancia de muchos lugares de Worthing y una de ellas se consideró relevante. 
Alrededor de las 15:30 horas del 7 de marzo de 2018, dos mujeres fueron grabadas juntas en el centro de la ciudad de Worthing y una de ellas se parecía a Gharsallah. La grabación fue difundida por la policía en agosto de 2019 con una solicitud de información. Pero las dos mujeres nunca fueron identificadas. Algunos observadores pusieron en duda que la mujer del vídeo de la tarde fuera realmente Gharsallah. Una discrepancia evidente es que llevaba botas negras de tacón alto en el vídeo de la mañana en Clifton Road, pero la mujer de la grabación tenía botas planas de color canela. Para que las dos fueran la misma persona sería necesario que Gharsallah se hubiera cambiado de calzado durante el día.
El caso apareció en el programa de televisión Crimewatch de la BBC en octubre de 2018. La organización benéfica Crimestoppers ofreció una recompensa de 5 000 libras por información que condujera a la condena del secuestrador de Gharsallah. En agosto de 2019, la policía finalmente elevó la investigación a la de una investigación de asesinato, momento en el que la recompensa de Crimestoppers se elevó a 10 000 libras.

### Insatisfacción con la investigación policial
La familia de Gharsallah no tardó en mostrarse insatisfecha con el ritmo de la investigación policial y puso en marcha su propia investigación, financiada por el público. Además de una página dedicada en Facebook, se contrató a una actriz para que filmara una reconstrucción de los últimos movimientos conocidos de Gharsallah. Familiares y voluntarios buscaron en lugares de la zona de Worthing donde consideraban posible que se hubiera ocultado su cuerpo. La familia también recurrió a detectives jubilados para revisar la investigación policial. 
La información generada a través de las redes sociales se transmitió a la policía, que no siempre respondió como la familia deseaba. En particular, la policía se negó a detener e interrogar a las personas sin una razón que ellos consideraban justificada. Del mismo modo, la policía se negó a registrar lugares sin pruebas de que allí se ocultara algo. En particular, la familia solicitó que se detuvieran las obras de urbanización de Teville Gate, en Worthing, mientras se realizaba un registro completo del lugar, a lo que la policía se negó.
En julio de 2020, la familia de Gharsallah solicitó una revisión independiente de los fallos policiales en el caso y presentó una lista de dichos fallos a Jo Shiner, recién nombrado comisario jefe de la policía de Sussex. En esencia, los fallos consistían en que la investigación policial se había iniciado con lentitud, con escasos recursos y con falta de compromiso. En particular, no se recogieron pruebas de videovigilancia de los locales del centro de la ciudad hasta un momento en que gran parte de las grabaciones ya no estaban disponibles. Algunas de las imágenes recogidas se perdieron y la policía tardó más de un año en revisar el resto.
El enfoque policial aparentemente discreto de la desaparición de Gharsallah contrastó con las investigaciones policiales de los casos similares de Claudia Lawrence y Madeleine McCann. En estos dos casos se llevaron a cabo investigaciones exhaustivas que incluyeron detenciones, interrogatorios y excavaciones. Algunos observadores sugirieron que la raza podría haber sido un factor; Lawrence y McCann eran blancas, mientras que Gharsallah era mestiza. También se señaló que la recompensa inicial de Crimestoppers por información sobre Gharsallah había sido de 5 000 libras, mientras que en una fase similar de la investigación de Lawrence en 2009 la recompensa equivalente había sido de 10 000 libras. La policía de Sussex negó cualquier prejuicio racial.

## Hechos posteriores
La investigación se distinguió por la falta de confianza mutua entre la familia Gharsallah y la policía de Sussex. La policía no vio con buenos ojos la investigación paralela de la familia. Por ejemplo, un portavoz de la policía criticó la reconstrucción filmada por la familia de los últimos movimientos de Gharsallah. La reconstrucción mostraba a Gharsallah viva y en buen estado en el centro de Worthing sobre las 15:30 horas del día de su desaparición, pero las grabaciones del circuito cerrado de televisión de una persona parecida a ella que se encontraba allí no están confirmadas y son controvertidas. 
El portavoz declaró que, por lo tanto, la reconstrucción podría ser engañosa. Sostuvo que había vídeos de buena calidad de ella en la tienda Clifton Food and Wine, por lo que no tenía mucho sentido montar una reconstrucción. El portavoz también afirmó que era fundamental hacer un uso económico y selectivo de los recursos policiales, y que no tenía mucho sentido emprender registros, excavaciones y detenciones a menos que estuvieran motivados por pruebas creíbles. El destino de Gharsallah sigue siendo desconocido.